# Karl With

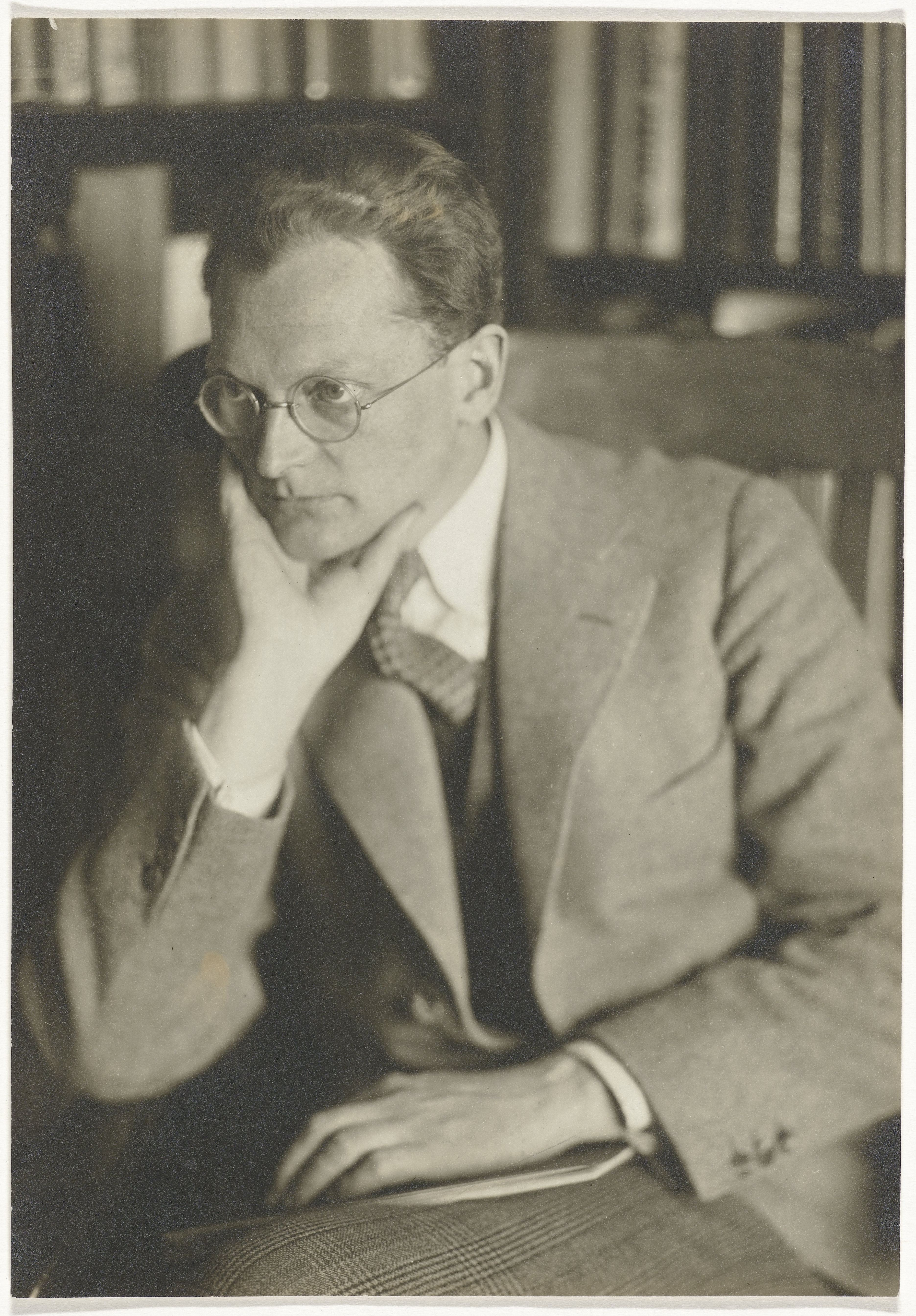
Karl With

Karl With (* 22. Juni 1891 in Bremerhaven; † 18. Dezember 1980 in Los Angeles, Kalifornien, USA) war ein deutscher Kunsthistoriker, Schriftsteller, Museumsleiter und Hochschullehrer. Er war ab 1925 Professor für Kunstgeschichte an den Kölner Werkschulen, von 1931 bis 1933 deren Direktor, sowie von 1928 bis 1933 Direktor des Kunstgewerbemuseums Köln. Von 1950 bis 1962 lehrte er als Professor für Kunstgeschichte an der University of California, Los Angeles (UCLA). Er war Experte für ostasiatische, insbesondere japanische und buddhistische Kunst sowie für Skulptur.

## Leben
Karl Eberhard With studierte an den Universitäten in Freiburg, München, Paris und Wien mit dem Schwerpunkt Ostasiatische Kunst. 1918 promovierte er in Wien bei Josef Strzygowski über buddhistische Plastik in Japan.
Von 1919 bis 1921 war er Direktor des Hagener Folkwang-Museums, dann Kurator in Amsterdam, wo er die Yi-Yuan-Sammlung des Bankiers Eduard Freiherr von der Heydt aufbaute und katalogisierte. Es folgte eine Gastdozentur an der Universität Bonn. Im Jahr 1925 holte der Kölner Oberbürgermeister Konrad Adenauer ihn als Professor für Kunstgeschichte an seine Kölner Werkschulen. 1928 wurde With Direktor am Kölner Kunstgewerbemuseum und ab 1931 – in Doppelfunktion – als Nachfolger von Professor Richard Riemerschmid gleichzeitig kommissarischer Direktor der Kölner Werkschulen. With war Mitglied im Deutschen Werkbund und organisierte 1929 auf dem Kölner Messegelände die Ausstellungen Schätze aus Kölner Museen und Die Wachsende Wohnung. 
Karl With war mit einer Reihe zeitgenössischer Künstler sehr freundschaftlich verbunden: z. B. mit Jan Thorn-Prikker (der von der Kunstakademie Düsseldorf nach Köln an die Werkschulen wechselte), mit Emil Nolde, Paul Klee und Käthe Kollwitz. Von den Nazis als „Zuhälter der Entarteten Kunst“ diffamiert, wurde er 1933 aus allen städtischen Ämtern entlassen. Er ging daraufhin nach Berlin, wo er freiberuflich beim  Ullstein Verlag arbeitete. Freiherr von der Heydt holte ihn 1936 in die Schweiz nach Ascona und unterstützte ihn, bis er 1939 in die USA emigrierte.
Dort zog er von New York nach San Francisco, lehrte an den Art-Colleges in Pasadena und Carolina und wurde Direktor des Modern Institute of Art in Beverly Hills. 1950 zum Professor berufen lehrte er bis zu seiner Emeritierung 1962 an der University of California, Los Angeles (UCLA) und baute dort das „Institute of Fine Arts“ auf. In den 1970er Jahren arbeitete er als Kunstkritiker für verschiedene Zeitungen. Er starb im hohen Alter von 89 Jahren an Leberkrebs in L.A.
Withs Nachlass wird im Getty Research Institute verwahrt.

## Schriften (Auswahl)
- Jizo (ein Gedicht an eine buddhistische Plastik), hrsg. im Verlag des Hauses Yi-Yuan, Amsterdam. In Deutschland verlegt beim Folkwang-Verlag, Hagen i.W.; die 2. Auflage 1922 im Verlag der Galerie Flechtheim, Berlin.
- Java. Brahmanische, buddhistische und eigenlebige Architektur und Plastik auf Java. (= Geist, Kunst und Leben Asiens. Herausgegeben in Verbindung mit dem Institut für Indische Forschung Hagen i. W. von Karl With, Band I), Folkwang Verlag, Hagen i. W. 1920.
- Japanische Baukunst (= Bibliothek der Kunstgeschichte 10). E.A. Seemann, Leipzig 1921
- Die Japanische Plastik, Bildwerke des Museums für Ostasiatische Kunst der Stadt Köln., II Berlin 1923.
- Marc Chagall. (Junge Kunst 35) Leipzig 1923.
- Der Karl-Ernst-Osthaus-Bund, seine innere Berechtigung und seine Aufgaben, Monographien deutscher Städte, Hagen, 1928.
- Neues Bauen des Städt. Hochbauamtes Köln. in: Die Form, 4, 1929, S. 535–543
- Autobiography of ideas: Lebenserinnerungen eines außergewöhnlichen Kunstgelehrten. Roland Jaeger (Hrsg.) unter Mitarbeit von Gerda Becker-With, Verlag Gebr. Mann, Berlin 1997, ISBN 3-7861-1977-5
- Bildwerke Ost- und Südasiens aus der Sammlung Yi Yuan [d.i. Eduard von der Heydt]. Mit begleitendem Text von K. With. Einband u. Vorsatzpapier nach Entwurf von Georg Baus. Basel: Schwabe, 1924 (Der Band zeigt plastische Bildwerke wie Skulpturen, Stelen und Reliefs eingeteilt in die drei Hauptgruppen: Totenkult und Ahnenverehrung, religiöse Bildwerke des Buddhismus und dem offiziellen Staatskult sowie dem Volksglauben der späten Zeit zugehörenden Bildwerke.)
- Japanisches Wohnen. Aufsatz von Karl With. erschienen in: Deutsche Bauzeitung (DBZ), Heft 11, März 1937, Jg. 71, S. 185–188. Aufgrund des damals erschienenen Buches The Lesson of Japanese architecture von Jiro Harada erinnert sich With an seine 25 Jahre zurückliegende Japanreise und berichtet aus seinen Erfahrungen.